# أبو عبيد البكري
أبو عُبَيد البَكْري هو عبد الله بن عبد العزيز بن محمد بن أيوب بن عَمْرو البَكْرِي، نسبه عربي يرجع إلى قبيلة بكر بن وائل أكبر قبائل ربيعة في جزيرة العرب.، جغرافي وموسوعي واديب ونباتي عربي أندلسي صاحب كتاب «المَسالِك والمَمالِك» في الجغرافيا. ولد في ولبة قرب إشبيلية نحو عام 1030م وتوفي في قرطبة عام 1094م اشتَهَر في القرن الحادي عشر الميلادي، وهو أول الجغرافيين المسلمين في الأندلس. قيل: إن ملوك الأندلس كانوا يتهادَون كتبه.
في عام 1949 م أطلقت وكالة الفضاء الأميركية ناسا اسمه على فوهة من فوهات القمر تقديرا لإسهاماته المتميزة في حقل الجغرافيا.

## نبذة عنه
يُعَد أبو عبيد البكري، أكبر جغرافي أنجبته الأندلس، فقد ألّف كتابين جليلين في الجغرافية أوّلهما «معجم ما استعجم» أورد فيه جملة مما ورد في الحديث والأخبار، والتواريخ والأشعار، من المنازل والديار، والقرى والأمصار، والجبال والآثار، والمياه والآبار، والدارات والحرار، منسوبة محدودة، ومبوّبة على حروف المعجم مقيّدة؛ أما كتابه الثاني فهو «المسالك والممالك» وصف جغرافية الأندلس وأوروبا، وأفريقيا الشمالية. وله في علم النبات: كتاب أعيان النبات والشّجريّات الأندلسية.

## حياته

### نشأته
نشأ أبو عبيد البكري في بيت إمارة وسيادة، حيث الشرف والرياسة؛ استمدوا الشرف من صريح أنسابهم في بلاد الأندلس، كما استمدوه من ماضيهم الحربي في فتح الأندلس، وشغل المناصب العالية في الدولة، وكان جده أيوب بن عمرو البكري قد تولى خطة الرد (أي رد المظالم) بقرطبة زمن الدولة الأموية، والقضاء ببلده لبلة، والقضاء كان من المناصب التي يحتكرها بعض الأسر في الأندلس. وكان لهم تأثير كبير في بلاط قرطبة وإشبيلية، حيث كانوا من أنصار المنصور بن أبي عامر ثم بني عباد في إشبيلية.
فلما سقطت الدولة الأموية في الأندلس، تغلب ملوك الطوائف على ما بأيديهم من البلاد، واستقل البكريون بولبة وشلطيش وما بينهما من البلاد في كورة لبلة، على ساحل البحر المحيط، غربي إشبيلية، وقعدوا منها مقعد أكابر الأمراء، من الخروج عن الطاعة، والاستبداد عن الجماعة.
ودامت إمارة البكريين نحو أربعين سنة حوالي (سنة 402هـ/1011م إلى سنة 443هـ/1051م)، انتهت بتغلب المعتضد بن عباد صاحب إشبيلية سنة 443 هـ على ما جاوره من البلاد والإمارات الصغيرة، وكان آخر البكريين حكما بولبة أبو زيد عبد العزيز البكري، والد أبى عبيد العالم المعروف، فخرج هو وآله منها.

### في قرطبة
انتقل أبو عبيد البكري مع أسرته مدة قصيرة إلى إشبيلية، ولما شعر بتغير موقف المعتضد بن عباد ملك إشبيلية انتقل إلى قرطبة، وكان في الثلاثينيات من عمره، ولا يدرى كم بقي أبو عبيد في قرطبة وهل تركها في حياة والده أم بعد وفاته؟!، والذي لا شك فيه هو أنه بقي بما فيه الكفاية ليواصل ثقافته الأدبية والعلمية.

### في المرية
انتقل أبو عبيد البكري من بعد إلى المرية بدعوة من أميرها المعتصم بن صمادح، وكانت بسبب شهرة الرجل بصفته أديبا، واستقبله حاكم المرية بترحاب وجعله من خلانه واصطفاه لصحبته، وآثر مجالسته والأنس به، ووسع رتبته.
ولذلك كان يلقب بالوزير، كما قال ابن بسام الشنتريني في الذخيرة في محاسن أهل الجزيرة، بل لقبه الضبي في البغية بذي الوزارتين، ويرى مصطفى السقا في تحقيقه لمعجم البكري أنه لقب بالوزير لأنه وزر لأبيه، أو لمصاحبته الملوك، وإن لم يكن وزيرا على الحقيقة، على ما جرى به العرف الأندلسي، والناس كانوا ولا يزالون يتوسعون في الألقاب بلا حساب، على أن أبا عبيد لم تكن منزلته في نفوس أهل عصره أقل محادة من منزلة الوزراء.

## حياته العلمية

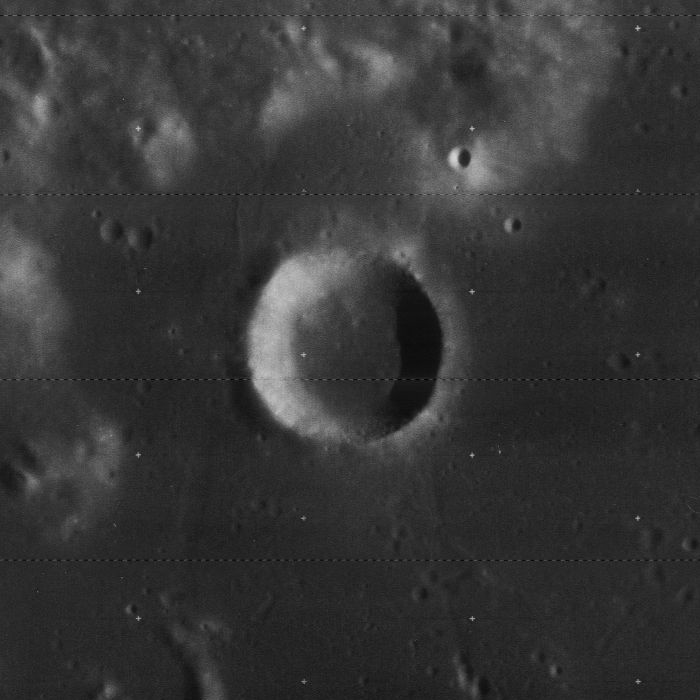
فوهة البكري القمرية، سُميت تيمُنًا به.

في قرطبة توسعت الثقافة الأدبية والعلمية لأبي عبيد البكري، حيث درس على كبار علمائها ومؤرخيها، فقد تابع دروس المؤرخ الكبير ابن حيان القرطبي، وأبي بكر المصحفي، وأجاز له ابن عبد البر، حتى صار رأسا في التاريخ واللغة والأدب، وحدث عنه: محمد بن معمر المالقي، ومحمد بن عبد العزيز بن اللخمي، وطائفة من الناس.
ولا يمكن أن يعرف أي تآليفه ألَّف مدة مقامه الأول في قرطبة؛ لأن تواريخ تآليفه غير معروفة، ولكن الكثير من القرائن تبين أنه لم يكن عديم الشغل وأن الكثير من تآليفه قد تكون ظهرت في تلك الفترة.
في ألمرية تحددت الوجهة الجغرافية لدراسات أبي عبيد البكري، حيث تابع فيها دروس أبو العباس العذري (393هـ - 476هـ)، ولا يستبعد أنه قد أثر العذري في الاتجاه الذي ستتخذه دراسة تلميذه البكري، فقد كان العذري جغرافيا وقد يكون جلب أبا عبيدة نحو هذه الوجهة.
فهل من الجرأة أن يُفترض أن تأليفه لكتبه الجغرافية: معجم ما استعجم وكتاب المسالك والممالك يرجع إلى هذه الفترة؟!، ويتأكد هذا الافتراض أكثر إذا ما علمنا انه انتهى من تأليف الكتاب الثاني حوالي سنة 460هـ/ 1058م، اعتمادا على الكثير من الملاحظات المتناثرة التي وردت فيه.

## مؤلفاته وكتبه
لم يتخصص أبو عبيد البكري في أي فرع من فروع المعرفة الإنسانية شأنه في ذلك شأن جل العلماء المسلمين في وقته، لقد كان تكوين الرجل المثقف في تلك الفترة يشتمل دائما على دعامة متينة من العلوم الدينية، الفقه، علوم القرآن، علم الكلام، ثم يأتي الأدب واللغة والفلسفة ومواد أخرى حسب الإمكانيات والأذواق الشخصية، فلا غرابة أن نجد ضمن تآليف البكري مصنفات تبحث في مواضيع مختلفة.
فالبكري لغوي وأديب قبل كل شيء رغم أنه اشتهر بصفته جغرافيًّا في المشرق والمغرب، ويكفي للتفطن إلى ذلك أن يستعرض القارئ عناوين الكتب التي تنسب إليه، فالأدب له دور كبير في أكبر آثاره الجغرافية.

### في اللغة والأدب
كتاب الإحصاء لطبقات الشعراء - كتاب اشتقاق الأسماء - التنبيه على أغلاط أبي علي في أماليه - شفاء عليل العربية - كتاب صلة المفصول في شرح أبيات الغريب المصنف (لأبي عبيد القاسم بن سلام) - اللآلي في شرح أمالي القالي.

### الكتب الجغرافية
معجم ما استعجم من أسماء البلاد والمواضع - كتاب المسالك والممالك، وقد طبع منه البارون دي سلين قطعة باسم «كتاب المغرب في ذكر بلاد إفريقية والمغرب»، بالجزائر سنة 1857م.

### موضوعات مختلفة
- فصل المقال في شرح كتاب الأمثال، نشر بتحقيق من عبد العزيز الميمني.
- أعلام النبوة.
- التدريب والتهذيب في دروب أحوال الحروب.
- كتاب النبات أو أعيان النبات والشجريات الأندلسية.

وكان البكرىّ معنيا بكتبه، يكتبها بالخط الجيد، ويجلدها التجليد النفيس، وكان الملوك والرؤساء يتنافسون في اقتنائها، ويتهادونها في حياته.

### منهجه في كتبه
يعتبر أبو عبيد البكري ألمع جغرافيي الأندلس، واتسم عمله بالموضوعية والانسيابية والمنهج العلمي الصارم، ومما لا شك فيه أن كتاب المسالك والممالك كانت له المساهمة الكبرى في شهرة البكري، فقد جمع البكري في كتابه المسالك والممالك بين الجغرافيا والتاريخ، من المسالك ووصف البلدان والشعوب والمدن وتمتزج بالملح والأساطير والاستطرادات التاريخية ويبقى انتباه القارئ دائم اليقظة.
وزاد البكري على ما جاء في مؤلفات كتبها مؤرخون سابقون له، كما تطرق إلى التراث الشعبي الموروث لعدد من الشعوب في أرجاء العالم المعروف آنذاك، وأبرز العادات والتقاليد الغريبة، لكنه في نفس الوقت رفض أي شيء يتنافى مع العقل والمنطق في كتاباته.
قدم البكري في كتابه هذا أول وصف مفصل لإمبراطورية غانا الإسلامية في غرب أفريقيا، ويعتبر من أهم المصادر التاريخية لتلك الحقبة في جنوب غرب أفريقيا وشمال غرب أفريقيا حيث دولة المرابطين، ونظرا لاستقائه الكثير من المعلومات من التجار والمسافرين، فقد قدم وصفا دقيقا لطرق التجارة في الصحراء الكبرى بأفريقيا، والتي تضاهي بأهميتها طريق الحرير التاريخي بين الصين وأوروبا.
ذكر البكري بالتفصيل بداية دخول بلدات غرب أفريقيا في الإسلام أواخر القرن العاشر الميلادي، مثل غاو التي تقع اليوم في مالي، وعدد من البلدات والمدن المتناثرة على ضفتي نهر النيجر. إن لكتاب المسالك خصائص مميزة تجعل المعلومات الجغرافية دائمة الامتزاج بالمعلومات ذات الصبغة التاريخية، ويُسجل للبكري أنه استطاع تقديم مصادر جغرافية وتاريخية دقيقة ومهمة بدون أن يغادر بلاده الأندلس.
- كتاب معجم ما استعجم من أسماء البلاد والمواضع

أما كتابه الخالد الآخر فهو «معجم ما استعجم من أسماء البلاد والمواضع» وهو جهد توثيقي حاول الكاتب فيه توثيق أسماء الأماكن والبلدان بعد أن لاحظ تعدد التسميات نتيجة تنوع لهجات بني البشر، فأراد أن يكون هناك مصدر تاريخي موثوق يستطيع الباحثون الرجوع إليه للتوصل إلى الأسماء والألفاظ الصحيحة للأماكن.
واعتمد البكري في تأليف معجمه الجغرافي والتاريخي على مصدرين: الأول مصادر تاريخية مثل كتاب «صفة جزيرة العرب» للحسن بن أحمد الهمداني، والمصدر الثاني هو الرواة من المسافرين والتجار، حيث كان البكري يلتقيهم باستمرار لمعرفة أسماء البلدان والبلدات التي مرُّوا بها وأحوال الشعوب فيها.
وأبو عبيد البكري يضبط الكلمات بالعبارة لا بالحركات، وهذه إحدى مزاياه، ولولا ذلك لاختل المعجم، وضاعت قيمته، ومن مزاياه أنه أول معجم كتب بالترتيب الألفبائي، ومن أهم مزاياه الضبط الدقيق للأسماء فإنه لهذا الغرض أُلِّف، وقد أبان هو عن ذلك في مقدمته، إذ رأى كثيراً من أسماء البلدان التي ترد في الأحاديث والأشعار والسير والتواريخ، قد دب إليها التصحيف والتحريف، وكان هذا التحريف داء قديما، لم يسلم من آفته حتى أئمة الرّواة وكبار العلماء، كالأصمعي من علماء اللغة، ويزيد بن هارون من المحدّثين، فراعه ذلك، وأوحى إليه بتأليف كتابه.
لكن مما يعاب به أنه جعل ترتيب الكلمات في كل باب على ترتيب الحرفين الأول والثاني الأصليين من الكلمة، دون نظر إلى ترتيب ما بعدهما من الحروف، وعلى الرغم من هذا تلقى العلماء المسلمون قديما وحديثا معجم البكري بالقبول ووثَّقوا صاحبه، ورفعوه مكانا عليًّا، فوق اللغويين وأصحاب المعاجم.
واعتمدوا عليه في تحقيق المشكلات، خصوصا علماء المغاربة والأندلسيين، من المحدِّثين والأخباريين، ومن أشهرهم: القاضي عياض (ت: 544هـ) في مشارق الأنوار، والسهيلي (ت: 581هـ) في الروض الأنف، وأكثر من انتفع به من أصحاب المعاجم العربية وجعلوه أصلا لهم: الفيروزابادي (ت: 817هـ) صاحب القاموس، والزبيدي (ت: 1205هـ) صاحب تاج العروس، وشيخه محمد بن الطيب الفاسي (ت: 1170هـ) صاحب الحاشية على القاموس، وكثير غير هؤلاء.
فالمعجم يعتبر جهدا متميزا وفريدا يعتبر إلى اليوم مرجعا للدارسين في مجالات التاريخ والجغرافيا وعلم الإنسان.

## قالوا عنه
- قال ابن بشكوال (ت: 578هـ): «كان أبو عبيد البكري من أهل اللغة والآداب الواسعة والمعرفة بمعاني الأشعار والغريب والأنساب والأخبار متقنا لما قيده، ضابطا لما كتبه، جميل الكتب متهيمًا بها، كان يمسكها في سبابي الشرب وغيرها إكراما لها وصيانة».
- وحلَّاه الفتح ابن خاقان (ت: 535هـ) في قلائد العقيان، بقوله: «عالم الأوان ومصنَّفه، ومقرط البيان ومشنَّفه، بتواليف كأنها الخرائد، وتصانيف أبهى من القلائد، حلى بها من الزمان عاطلا، وأرسل بها غمام الإحسان هاطلا، ووضعها في فنون مختلفة وأنواع، وأقطعها ما شاء من إتقان وإبداع. وأما الآدب فهو كان منتهاه، ومحل سهاه، وقطب مداره، وفلك تمامه وإبداره. وكان كل ملك من ملوك الأندلس يتهاداه، تهادىّ المقل للكرى، والآذان للبشرى ..».
- ومن قول ابن بسام الشنتريني (ت: 542هـ) في الذخيرة يصفه: «ومنهم الوزير أبو عبيد البكري، وكان بأفقنا آخر علماء الجزيرة بالزمان، وأولهم بالبراعة والإحسان، أبرعهم في العلوم طلقا، وأنصعهم في المنظور والمنثور أنقا، كأن العرب استخلفته على لسانها، والأيام ولته زمام حدثانها، ولولا تأخر ولادته، لأنسى ذكر كنيه المتقدم الأوان: ذرب لسان، وبراعة إتقان».
- وقال ياقوت الحموي (ت: 626هـ): «وكان مقدما من مشيخة أولي البيوتات وأرباب النعم بالأندلس .. وكان ملوك الأندلس تتهادى مصنفاته تهادي المقل للكرى، والآذان للقرى».[9]

## وفاته
تعمقت العلاقة كثيرا ين أبي عبيد البكري ومحمد بن معن صاحب ألمرية، فقد ذهب البكري سنة 478هـ/ 1085- 1086م إلى اشبيلية موفدا من قبل محمد بن معن لدى المعتمد بن عباد، عندما ذهب إلى المغرب الأقصى يستنجد بعون المرابطين ضد التهديد النصراني على الاندلس.
ثم استقر به الحال سنة (483هـ/1090- 1091م) في قرطبة التي أصبحت عاصمة الأندلس بعد دخول المرابطين لها، والراجح أنه قضى بها بقية حياته، وبها توفي في شوال 487هـ/ 1094م، ودفن بمقبرة أم سلمة.

## طالع أيضًا
- فصل المقال شرح كتاب الأمثال

## روابط خارجية
- أبو عبيد الله البكري على موقع الموسوعة البريطانية (الإنجليزية)